# Małgorzata (imię)
Małgorzata – imię żeńskie pochodzenia greckiego.

## Etymologia
Wywodzi się od łac. Margarita, które pochodziło od gr. μαργαρίτης margarites oznaczającego „perłę”, które ma źródło w formie derywowanej od sanskryckiego मञ्यरी mañjarī oznaczającego m.in. „perłę”, „pąk kwiatowy”, „kwiat”, „listowie (w formie ornamentu na budynku)”.
Zdrobnienia powstałe od Margarity to Greta i Ryta.

### Polska Małgorzata
Małgorzata – polska forma imienia powstała za sprawą dysymilacji r-r=ł-r: Malgorzatha (1468), wcześniej Margorzata (1438), Margorzatha (1438), (1333), (1341) (porównaj angielskie Margaret, Margo, węgierskie Margit, francuskie Marguerite, Margot czy niemieckie Margarete).
Przykładowy tekst z użyciem tego imienia w wersji z r zamiast ł, z 1407 roku: „Jaco Margorzatha Michalowich cony ne szaczowala ani mu sa ne sza szkoda stala”, czy dwa wpisy (nr 163 z pierwszej połowy 1402 i nr 258 z przełomu 1402/1403):
163. Nota, quod Andreas de Satco[wo] ducit testes, primus Bogu[sz de] Carwowo, 2-us Bronisz [de] Blomino, 3-ius Micolay de Re[cowo] 4-us Woytek de ibidem, quintus Iacobus de Trzøszewo: O chtorø rolø zalowala Ma¦rgorzata namø, tey ya wsziwaiø wiszey trzech lat.
258. Nota, idem docet glotem, primus Racibor, sicut fuit, Andreas de Pomnianowo, sicut fuit, Adam Szolipesz, sicut fuit, Wøcenczi de Wrzbicza, Mroczek de ibidem:
Cszom vczinil Margorzacze, tom vczinil zaiey poczøtkem, kedi mø specza pchala

## Popularność
Małgorzata w 2019 zajmowała 52. miejsce w grupie imion żeńskich nadawanych nowo narodzonym dzieciom. W całej populacji Polek Małgorzata zajmowała w 2020 roku 4. miejsce (585 892 osoby).
Wedle danych PESEL według stanu z 19 stycznia 2024 roku imię to nosi w Polsce 577 214 kobiet.

## Małgorzataimieninyobchodzi
- 12 stycznia, w dzień wspomnienia Małgorzaty Bourgeoys,
- 18 stycznia[9], w dzień wspomnienia Małgorzaty Węgierskiej (Młodszej)[10],
- 22 lutego[9], w dzień wspomnienia Małgorzaty z Kortony,
- 25 marca, w dzień wspomnienia Małgorzaty Clitherow,
- 13 kwietnia[9], w dzień wspomnienia bł. Małgorzaty z Città di Castello, zakonnicy (zm. 1320)[10],
- 27 maja, w dzień wspomnienia Małgorzaty Pole, hrabiny Salisbury, męczennicy (zm. 1541),
- 20 czerwca, w dzień wspomnienia bł. Małgorzaty Ebner[11],
- 20 lipca[9], w dzień wspomnienia: Małgorzaty z Antiochii Pizydyjskiej (przez katolików), Małgorzaty z Leuven i Małgorzaty z Ypres[10] (Małgorzata Antiocheńska wspominana jest przez grekokatolików 13 lipca),
- 27 sierpnia[9], w dzień wspomnienia św. Małgorzaty bosonogiej (zm. 1395)[12],
- 30 sierpnia, w dzień wspomnienia Małgorzaty Ward,
- 16 października, w dzień wspomnienia Małgorzaty Marii Alacoque od roku 1969 (w niektórych źródłach data ta jest podawana także jako 14 października[10], a do roku 1969 był to 17 października[9][10]),
- 2 listopada[9], w dzień wspomnienia bł. Małgorzaty Lotaryńskiej[10],
- 16 listopada, w dzień wspomnienia Małgorzaty Szkockiej (do reformy liturgicznej Soboru watykańskiego II był to dzień 10 czerwca).

"Skarbczyk imion" Donata Chruścickiego podaje także daty 25 lutego i 10 kwietnia, niewykazujące związku z dniami wspomnień świętych, w które tradycyjnie obchodzone były imieniny. 

## Osoby o imieniu Małgorzata

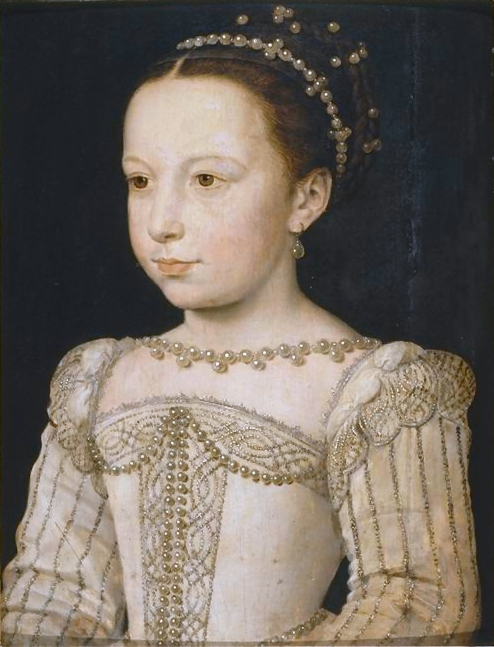
Małgorzata Walezjuszka, La Reine Margot, Marguerite de Valois (1553–1615), królowa Francji i Nawarry

### Władczynie
- Małgorzata I – władczyni Danii, Norwegii i Szwecji
- Małgorzata II – królowa Danii
- Małgorzata Burgundzka – królowa Nawarry i Francji
- Małgorzata Glücksburg – księżniczka Grecji i Danii
- Małgorzata Glücksburg – księżniczka Danii
- Małgorzata Hohenzollern-Sigmaringen – tytularna następczyni tronu Rumunii, córka króla Michała I
- Małgorzata z Nawarry – królowa Nawarry
- Małgorzata Tudor – królowa Szkocji
- Małgorzata Windsor – hrabina Snowdon
- Małgorzata Walezjuszka – królowa Francji i Nawarry

### Pozostałe imienniczki
- Margaret Atwood – kanadyjska pisarka
- Małgorzata Andrzejewicz – polska piosenkarka
- Małgorzata Bartyzel – polska dziennikarka
- Margaret Berger – norweska piosenkarka
- Małgorzata Braszka – polska kostiumograf filmowa
- Małgorzata Braunek – polska aktorka
- Margaret Cavendish (księżna Newcastle) – brytyjska pisarka i filozof
- Margaret Drabble – angielska pisarka
- Marguerite Duras – francuska pisarka
- Małgorzata Dydek – polska koszykarka
- Margot Fonteyn – angielska tancerka
- Małgorzata Foremniak – polska aktorka
- Margaret Fuller – amerykańska dziennikarka
- Małgorzata Glinka-Mogentale – polska siatkarka
- Małgorzata Gosiewska – polska polityczka
- Małgorzata Golińska – poseł na Sejm RP
- Maggie Grace – amerykańska aktorka
- Małgorzata Grela – polska śpiewaczka operowa
- Małgorzata Hołub – polska lekkoatletka, sprinterka
- Małgorzata „Margaret” Jamroży – polska piosenkarka
- Małgorzata Kenneth – królowa Szkocji
- Małgorzata Kidawa-Błońska – polska polityczka, posłanka na Sejm, rzecznik prasowy rządu RP
- Małgorzata Kosik – polska aktorka, modelka, piosenkarka
- Małgorzata Kościelniak – polska dziennikarka
- Margareta Kozuch – niemiecka siatkarka
- Małgorzata Kożuchowska – polska aktorka
- Małgorzata Markiewicz – polska wokalistka
- Margaret Mead – amerykańska socjolog
- Margaret Mitchell – amerykańska pisarka
- Małgorzata Musierowicz – polska pisarka
- Małgorzata Niemczyk – była polska siatkarka
- Małgorzata Niemirska – polska aktorka
- Małgorzata Niezabitowska – prawniczka i dziennikarka, rzeczniczka rządu Tadeusza Mazowieckiego
- Małgorzata Olejnik – polska aktorka
- Margaret Osborne DuPont – amerykańska tenisistka
- Małgorzata Ostrowska – polska piosenkarka
- Małgorzata Ostrowska-Królikowska – polska aktorka
- Małgorzata Paprocka – polska urzędniczka i prawnik
- Małgorzata Karolina Piekarska – polska dziennikarka i pisarka
- Małgorzata Pieńkowska – polska aktorka
- Małgorzata Prokopiuk-Kępka – polska dziennikarka
- Margot Robbie – australijska aktorka
- Małgorzata Rozenek – polska prezenterka telewizyjna
- Małgorzata Rożniatowska – polska aktorka
- Małgorzata Ruchała – polska biegaczka narciarska, biathlonistka i trenerka
- Małgorzata Sadowska – polska aktorka
- Małgorzata Sadurska – polska polityczka
- Margit Sandemo – norweska pisarka
- Margaret Smith Court – australijska tenisistka
- Maggie Smith – brytyjska aktorka
- Małgorzata Socha – polska aktorka
- Małgorzata Stryjska – polska polityczka
- Margaret Thatcher – angielska polityczka
- Małgorzata „Lanberry” Uściłowska – polska piosenkarka
- Marguerite Yourcenar – francuska pisarka
- Małgorzata Walewska – polska śpiewaczka
- Margot Wallström – szwedzka polityczka
- Margaret Wambui – kenijska lekkoatletka, biegaczka średniodystansowa
- Małgorzata Wassermann – polska polityczka, córka Zbigniewa Wassermana
- Małgorzata Wyszyńska – polska dziennikarka
- Mata Hari (Margaretha McLeod) – holenderska tancerka
- Małgorzata Sinica – Naczelniczka Związku Harcerstwa Polskiego (od 9 września 2007)

### Postacie fikcyjne
- Małgosia – postać z baśni Jaś i Małgosia
- Małgorzata – bohaterka dramatu Faust Johanna Wolfganga von Goethego
- Małgorzata - tytułowa bohaterka powieści Mistrz i Małgorzata Michaiła Bułhakowa
- Marguerite Gautier – bohaterka powieści Dama kameliowa Aleksandra Dumasa
- Maggie Simpson – postać z serialu animowanego Simpsonowie
- Małgorzata Chodakowska – postać z serialu M jak miłość
- Małgosia – bohaterka powieści Małgosia contra Małgosia Ewy Nowackiej

## W innych językach
- język angielski – Margaret, Maggie, Meg, Peggy, Peg
- język białoruski – Marharyta, Maharèta
- język bułgarski – Margarita, Marga, Margita
- język czeski – Markéta, Muchlina
- język duński – Margrete, Margretje, Mette, Grete
- język fiński – Marketta, Maarit, Reeta
- język francuski – Marguerite, Margot
- język górnołużycki – Marhata
- język hebrajski – פנינה (Pnina – perła)
- język hiszpański – Margarita
- język niderlandzki – Margaret, Margareta, Margaretja, Margarita, Margriet
- język irlandzki – Máiréad, Margreg
- język islandzki – Margrét
- język jidysz – פערלה (Perla – perła)
- język litewski – Margarita
- język łaciński – Margarita
- język macedoński – Margarita, Rita
- język niemiecki – Margarete, Margareta, Margarethe, Grete, Gretchen
- język norweski – Margareta, Margrete, Margit, Merete, Mette, Margy
- język portugalski – Margarida
- język rosyjski – Маргарита (Margarita)
- język rumuński – Margareta, Greta, Marga
- język serbsko-chorwacki – Margareta, Margarita, Margita
- język słowacki – Margaréta, Margita, Gréta
- język słoweński – Margareta, Marjeta
- język szwedzki – Margareta, Margit, Marit, Märta, Greta
- język ukraiński – Маргарита (Marharyta), Ріта (Rita), Марго (Margo)
- język węgierski – Margit, Margita, Margaréta, Margó, Gréta, Réta
- język włoski – Margherita, Rita